# Слава Иисусу Христу
«Слава Иисусу Христу!» (лат. Laudetur Jesus Christus) — традиционное приветствие у христиан-католиков.
В ответ на приветствие «Слава Иисусу Христу!» обычно принято говорить «Во веки веков! Аминь!» (In sæcula sæculorum! Amen), а в некоторых общинах традиционный ответ «Во веки слава!» или «Навеки слава!». Члены религиозного ордена Миссионеров Облатов Непорочной Марии же отвечают "Et Maria Immaculata" ("И Непорочной Марии!").
Восклицание «Слава Иисусу Христу!» является девизом и приветствием на Радио Ватикана и его службах на разных языках.
Данное приветствие употребляется также представителями других христианских конфессий, в частности лютеранами, некоторыми другими протестантами, православными общинами некоторых регионов (например, Украины и Германии).